# Lietuvos Bankas
A Lietuvos Bankas a Litván Köztársaság központi bankja, és a litván nemzeti valuta, a litas kibocsátója. Feladata a valuta stabilitásának megteremtése és fenntartása. Székhelye Vilniusban van. A bank tagja az Európai Központi Bankok Rendszerének. 1990. március 13-a óta látja el szerepét.

## Funkciója
- A Litván Köztársaság valutájának (litas) kiállítója.
- A monetáris politika kialakítása és végrehajtása.
- A litas árfolyamának szabályozása.
- A nemzeti devizatartalék kezelése.
- Az Államkincstár nevében eljáró végrehajtó szerv is.
- Engedélyek kiadása és visszavonása litván pénzintézetek számára.
- Adatgyűjtés, monetáris statisztikák készítése.

## Vezetői felépítése
- A bank vezetését egy öt főből álló testület látja el.
- Egy elnök, jelenleg: Vitas Vasiliauskas
- Két alelnök, jelenleg: Darius Petrauskas és Raimondas Kuodis
- Amely két további taggal egészül ki, jelenleg: Audrius Misevicius és Vaidievutis Geralavičius
- Elnökét 5 évre nevezi ki az elnök az Országgyűlés (Seimas) jelölése alapján
- Az alelnökök és további tagok kinevezését az elnök jelölése alapján az Országgyűlés (Seimas) nevezi ki 6 évre